# مکسیم یاخنو
مکسیم یاخنو (اوکراینی: Максим Анатолійович Яхно؛ زادهٔ ۳ آوریل ۱۹۸۸) بازیکن فوتبال اهل اوکراین است.
از باشگاه‌هایی که در آن بازی کرده‌است می‌توان به باشگاه فوتبال متالیست خارکوف اشاره کرد.
وی همچنین در تیم ملی فوتبال Ukraine-17 بازی کرده‌است.